# Orpheus (Telemann)
Die wunderbare Beständigkeit der Liebe, oder Orpheus (TVWV 21:18) ist eine Oper in drei Akten von Georg Philipp Telemann mit einem eigenen Libretto nach einer Vorlage von Michel Du Boullay. Sie wurde am 9. März 1726 in der Oper am Gänsemarkt in Hamburg uraufgeführt.

## Handlung

### Erster Akt
Angenehmer und weitläufiger Garten in der Nähe der Hauptstadt in Thrakien
Szene 1. Die thrakische Königin Orasia beklagt ihrer Vertrauten Ismene gegenüber ihre unglückliche Liebe zu Orpheus (Arie: „Wie hart ist mir das Schicksal doch?“), dessen Gefühle ausschließlich seiner Gemahlin Eurydice gelten (Arie: „Lieben, und nicht geliebet seyn“). Sie beschließt, ihre Rivalin aus dem Weg zu räumen (Arie: „Sù, mio core, a la vendetta“), und beschwört Furien, Nattern in den Garten zu schicken. Als sie Orpheus kommen sieht, versteckt sie sich.
Szene 2. Orpheus erscheint mit seinem Vertrauten Eurimedes. Beide genießen die Schönheit der Gegend (Duett: „Angenehmer Aufenthalt“). Im Hintergrund stimmen Nymphen in ihren Gesang ein. Als Orasia hervortritt und ihn anspricht, erklärt er sich für vollkommen zufrieden (Arie: „Einsamkeit ist mein Vergnügen“). Orasia fordert ihn auf, an ihren Hof zu kommen.
Szene 3. Orpheus zweifelt an den guten Absichten der Königin und fürchtet die Intrigen am Hof (Arie: „Chi stà in corte“). Ein solches Leben will er Eurydice nicht zumuten.
Szene 4. Orpheus wartet sehnsüchtig auf seine Geliebte (Arie: „Non ho maggior contento“). Diese erscheint endlich, und beiden genießen für kurze Zeit ihre Liebe (Duett: „Ohne dich kann ich nicht leben“), bis eine Gruppe von Nymphen auftaucht.
Szene 5. Die Nymphen tanzen und singen fröhlich (Chor: „Les plaisirs sont de tous les âges“).
Szene 6. Plötzlich ruft Eurydices Freundin Cephisa um Hilfe: Eurydice wurde von einer Schlange gebissen.
Szene 7. Orpheus und die sterbende Eurydice nehmen Abschied voneinander. Sie wird fortgetragen, und er fällt in Ohnmacht.
Szene 8. Eurimedes gesteht Cephisa seine Liebe (Arie: „A l’incendio d’un occhio“). Die will jedoch nichts von ihm wissen, sondern ihre Freiheit behalten (Arie: „Ich weiß von keiner Liebe nicht“). Die anderen Nymphen stimmen ihr bei (Chor: „N’aimons que la liberté“).
Szene 9. Orpheus gibt seiner Verzweiflung Ausdruck (Arie: „Tiranna, spietata Fortuna“). Er will nur noch sterben (Arie: „Ach Tod“).
Szene 10. Orasia hingegen triumphiert. Sie hofft, dass Orpheus nun bald ihre Liebe erwidern wird (Arioso: „Ach fänd’ ich dich mein Orpheus“ – Arie: „C’est ma plus chère envie“). Die Mahnungen Ismenes schlägt sie in den Wind (Arie: „L’amour plait“).
Szene 11. Orpheus erblickt in der Ferne den Schatten Eurydices (Accompagnato: „Was habt ihr doch, ihr Himmel“). Eurimedes rät ihm, seine Trauer zu beenden und Eurydice der Unterwelt wieder zu entreißen. Vielleicht könne er Pluto mit seinem Gesang erweichen.

### Zweiter Akt
Weitläufiges Gefilde, in dem Pluto auf seinem Thron sitzt, um über die eintreffenden Geister zu richten
Szene 1. Pluto rüstet sich für die Ankunft Orpheus’ (Arie und Chor: „Zu den Waffen!“), doch eine liebliche Melodie aus der Ferne verwirrt ihn.
Szene 2. Der Geist Ascalax teilt Pluto mit, dass Orpheus lediglich eine demütige Bitte äußern wolle und mit seinem Gesang bereits den Höllenhund Cerberus und den Fährmann Charon besänftigt habe.
Szene 3. Orpheus nähert sich allmählich (Arie: „Tra speranza“), bleibt aber in gebührendem Abstand stehen. Pluto lässt ihn vorführen.
Szene 4. Orpheus stellt sich Pluto als Sohn des Jupiter und der Tellus vor, erzählt ihm von seinem Unglück und bittet ihn, ihm seine Gemahlin zurückzugeben. Gerührt verspricht Pluto, sich bei seiner Frau Proserpina, bei der sich Eurydice jetzt befindet, für ihn einzusetzen. Aus Freude über Orpheus’ zauberhafte Musik befiehlt er sogar, die Martern der Verdammten für den heutigen Tag auszusetzen (Arie: „Ruhet, ihr Foltern gemarterter Seelen!“).
Szene 5. Die verdammten Geister bejubeln Orpheus (Chor: „Heureux mortel“) und tanzen vor Freude.
Szene 6. Ascalax führt die verschleierte Eurydice herein, stellt aber noch eine Bedingung für ihre Freilassung: Orpheus darf sich erst dann nach ihr umsehen, wenn er die Oberwelt erreicht hat. Voller Sehnsucht begrüßen sich die beiden (Arie Eurydice: „Mit dir mich zu ergetzen, ist einzig meine Lust“). Vor ihrem Aufbruch informiert Ascalax Orpheus noch über Orasias Eifersucht und ihre Schuld am Tod Eurydices. Letztere bittet Orpheus, die Tat zu vergeben, denn dadurch habe sie den Beweis für seine Treue erhalten. Mit einer letzten Mahnung schickt Ascalax das Paar fort (Arie: „Was hilft’s, von kurzer Freude sagen“).
Szene 7. Auf ihrem Weg müssen Orpheus und Eurydice eine Weile durch vollkommene Dunkelheit gehen. Als endlich der Ausgang zu sehen ist, stellt Orpheus fest, dass er ihre Schritte nicht mehr hört. Besorgt schaut er sich nach ihr um. In diesem Augenblick tritt Eurydice aus der Höhle, wird aber sofort von Pluto wieder zurückgerissen.
Szene 8. Orpheus kehrt wieder um (Arie: „Vezzosi lumi“).
Szene 9. Plutos Untergebene versperren Orpheus den Weg und stoßen ihn vollends hinaus.

### Dritter Akt
Der Berg Rhodope
Szene 1. Orasia wartet ängstlich auf die Rückkehr Orpheus’ (Arie: „Furcht und Hoffnung, Hass und Liebe“). Notfalls will sie Eurydice ein zweites Mal töten. Obwohl Ismene ihr davon abrät, hat sie bereits einen Plan: Sie will die anwesenden Frauen beim heutigen Bacchus-Fest so betrunken und rasend machen, dass sie Eurydice in hundert Stücke reißen (Arie: „Bitter und süss“).
Szene 2. Als Orasia den heimgekehrten Orpheus zum umgarnen versucht, wirft er ihr den Mord an Eurydice vor, der er nun bis zum Tod treu bleiben will. Orasias Liebe verwandelt sich in Zorn gegen ihn (Arie: „Vieni, o sdegno“).
Teil eines Gartens in der Nähe des Bergs Rhodope, schöne Landschaft und Wald
Szene 3. Eurimedes, der sich einsam fühlt, sucht nach Cephisa und Orpheus (Arie: „Augeletti, che cantate“). Als er Orpheus zu Gesicht bekommt, will dieser jedoch in seiner Traurigkeit allein bleiben und nur in seiner Leier Trost suchen. Eurimedes möchte ihm dennoch beistehen (Arie: „Wanket, ihr leichten und flüchtigen Sinne“).
Szene 4. Endlich allein, klagt Orpheus über den zweimaligen Verlust Eurydices (Accompagnato: „Hier sitz’ ich in der Einsamkeit“). Erst antwortet ihm ein Echo, dann erscheinen wilde Tiere, um ihm zuzuhören. Nichts kann ihn trösten (Arie: „Fließt, ihr Zeugen meiner Schmerzen!“). Er glaubt, nur durch den Tod wieder mit Eurydice vereint werden zu können.
Szene 5. Voller Rachedurst nähert sich Orasia mit ihrem Gefolge (Arie mit Chor: „Waffne dich, mein Geist, mit Rache“).
Szene 6. Eurimedes will seinen Freund vor der Gefahr warnen.
Szene 7. Orasia, Ismene, eine Bacchus-Priesterin und eine Menge betrunkener und rasender Frauen suchen nach Orpheus (Arie und Chor: „Esprits de haine et de rage“ – „Evohe! wir wollen siegen“). Die Frauen entdecken ihn in der Ferne, verfolgen und töten ihn, während Orasia das grausige Geschehen kommentiert.
Szene 8. Nach ihrem Sieg leidet Orasia unter Gewissensbissen und Visionen von Orpheus und Eurydice (Arie: „Helas, quels soupirs me rèpondent“). Sie will sich in den Tod stürzen. Ihr Gefolge versucht, sie davon abzubringen (Chor: „Ach lebe, Königin“).

## Werkgeschichte
Das von Telemann selbst verfasste, überwiegend deutschsprachige Libretto basiert auf einer französischen Vorlage, dem Orphée von Michel Du Boullay, der 1690 von Louis Lully, dem Sohn Jean-Baptiste Lullys, vertont wurde. Dieser Text war vor Telemann bereits von Johann Kuhnau ins Deutsche übertragen worden. Die Musik galt lange Zeit als verschollen, bis die Partitur vom Musikwissenschaftler Martin Ruhnke identifiziert und 1978 beim Symposion zur dreihundertsten Wiederkehr des Gründungsjahrs der Hamburger Oper der Öffentlichkeit vorgestellt wurde. Das Manuskript befand sich ohne Titel und Autorenangabe in der Musiksammlung der Grafen von Schönborn in Wiesentheid/Unterfranken. Bei der Zuschreibung half eine Notiz des Komponisten Johann Mattheson, die sich auf die 1736 vorgestellte Zweitfassung des Werks bezog. Eine Bestätigung fand sich darin, dass Telemann die Musik einer Arie auch in seinem Passionsoratorium Die gekreuzigte Liebe (TWV 5:4) nutzte. Wegen der fremdsprachigen Arien wurde das Werk noch 1995 für ein Pasticcio, also eine Zusammenstellung älterer Musikstücke auch anderer Komponisten, gehalten. Jedoch scheint es sich bei der Musik sämtlicher Arien um Originalkompositionen Telemanns zu handeln.

Ursprüngliches Titelblatt des Librettos, Hamburg 1726

Obwohl im Libretto Angaben zum Bühnenbild und den Requisiten gemacht werden, wurde die Oper bei der Uraufführung am 9. März 1726 konzertant gespielt. Ungewöhnlicherweise fand die Aufführung dennoch in einem Opernhaus, der Oper am Gänsemarkt in Hamburg, statt (Telemann leitete dieses Opernhaus von 1722 bis 1738). Der Musikwissenschaftler Peter Huth führte dies auf besondere Umstände in der Rolle Telemanns im Hamburger Opernbetrieb zurück, darunter dem Engagement der italienischen Sängerin Domenichina Pollone, die in Konkurrenz zur damaligen Primadonna Margaretha Susanna Kayser trat, und dem vorzeitigen Rücktritt des Direktoriums. Bei der Aufführung des Orpheus handelte es sich offenbar um eine Benefizveranstaltung der „Kayserin“, welche die Partie der Orasia sang – die einzige bedeutende weibliche Partie der Oper. Der ursprüngliche Entwurf des Libretto-Titelblatts enthält noch nicht den Übertitel Die wunderbare Beständigkeit der Liebe. Dieser wurde erst im März 1726 dem Druck vorangestellt. Aufgrund der nun nur noch konzertanten Darbietung änderte Telemann auch die Gattungsbezeichnung von „Singe-Spiel“ zu „in einem musicalischen Dramate“.
Die szenische Premiere fand 1728 in Karlsruhe statt.
Im Oktober 1736 gab es in Hamburg eine szenische Neuproduktion mit dem Titel Orasia, verwittwete Königin in Tracien, in der Maria Monza die Titelrolle sang. Deren Auftrittsarie „Wie hart ist mir das Schicksal“ wurde gestrichen und zwei andere deutsche Arien (1.1.3: „Lieben, und nicht geliebet seyn“ und 3.1.2: „Furcht und Hoffnung, Hass und Liebe“) durch italienische ersetzt. Ebenfalls entfernt wurden das italienische Rondeau „Vieni, o sdegno“ (3.2.2) und der französische Klagegesang „Helas, quels soupirs me rèpondent“ (3.8.2) am Ende der Oper.
Die erste Aufführung in jüngerer Zeit nach der Wiederentdeckung des Manuskripts fand 1990 in Eisenach statt. Vier Jahre später wurde die Oper in einer Produktion der Berliner Staatsoper Unter den Linden in Innsbruck und im Apollo-Saal der Staatsoper gezeigt. Hierfür erstellten der Dirigent René Jacobs, Peter Huth und der Regisseur Jakob Peters-Messer eine Neuausgabe der Partitur. Die im Manuskript fehlenden Stücke, vor allem am Ende des ersten Akts und am Anfang des zweiten Akts, wurden durch Musik aus anderen Werken Telemanns ersetzt. Jeweils eine Arie entnahmen sie seinen Opern Emma und Eginhard (1728) und Flavius Bertaridus (1729). Außerdem ergänzten die Bearbeiter eine Ouvertüre mit Musik aus seiner Orchestersuite in F-Dur (TWV 55:F14). Auf Basis der Berliner Produktion erschien 1996 eine von Kritikern hochgepriesene CD, die in der Kritikerumfrage der Zeitschrift Opernwelt 1997/1998 zur „CD des Jahres“ gewählt wurde.
Seitdem gab es eine Reihe weiterer Produktionen:
- 2000: Freiburg[7]

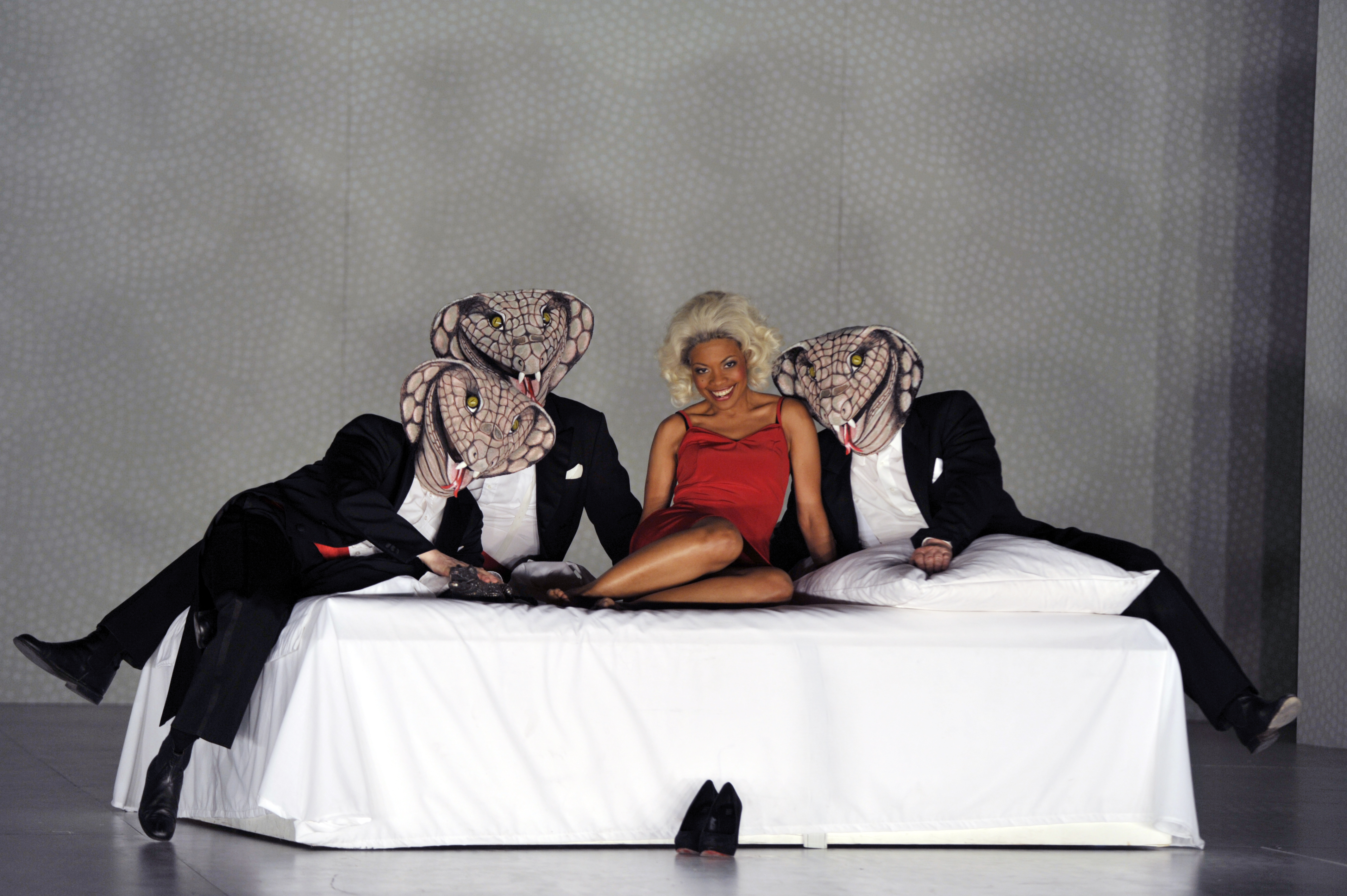
Szenenbild mit Luanda Siqueira in der Produktion der Opera Fuoco 2010

- 7. August 2010: Donaufestwochen in Strudengau – Inszenierung: Manuela Kloibmüller; L’Orfeo Barockorchester; Dorothee Mields (Orasia), Markus Volpert (Orpheus), Ulrike Hofbauer (Eurydice), Reinhard Mayr (Pluto).[7]
- 2010: Theater Magdeburg, Opernhaus, Kooperation mit der Opera Fuoco, Paris – Inszenierung: Jakob Peters-Messer; Dirigent: David Stern; Luanda Siqueira (Orasia), Pierrick Boisseau (Orpheus), Dana Marbach (Eurydice).[8]
- 2012: New York City Opera – Inszenierung: Rebecca Taichman; Dirigent: Gary Thor Wedow; Jennifer Rowley (Orasia), Daniel Teadt (Orpheus), Joélle Harvey (Eurydice).[9]
- 2012: St. Stephan zu Retz, Festival Retz „Offene Grenzen“ – Regie: Monika Steiner; Dirigent: Andreas Schüller; Mathias Hausmann (Orpheus), Katharina Stummer (Eurydice).[10]
- 18. März 2013: St George’s, Hanover Square, London im Rahmen des London Handel Festival – britische Erstaufführung; Dirigent: Ian Page.[11]
- 2014: Oper Frankfurt im Bockenheimer Depot – eine auf Peter Huths Fassung aufbauende Bearbeitung des Dirigenten Titus Engel und der Regisseurin Florentine Klepper.[12][13]
- 2016: Opera stabile der Hamburgischen Staatsoper – Regie: Franziska Kronforth und Julia Lwowski; Dirigent: Volker Krafft; eine „gewöhnungsbedürftige[] Inszenierung, die uns konsequent vom Verstehenwollen abhält“ mit „Theaterspaß in allen Facetten bis hin zum Klamauk“.[14]
- 2017: Brüsseler Opernhaus La Monnaie/De Munt (Centre for Fine Arts) – Produktion der International Opera Academy, Regie: Guy Joosten, Dirigent: Kornell Bernolet.[15]
- 2018: Theater für Niedersachsen in Hildesheim – Inszenierung: Sigrid T’Hooft; Dirigent: Florian Ziemen; Siri Karoline Thornhill (Orasia), Peter Kubik (Orpheus), Meike Hartmann (Eurydice); „ein Theater der Empfindsamkeit aus dem Geiste barocken Affektgehalts“.[16]
- 1. Januar 2020: Konzert der Hannoverschen Hofkapelle im Galeriegebäude in Hannover-Herrenhausen – Gegenüberstellung von Auszügen des Werks mit Teilen von Glucks Orfeo ed Euridice; Dirigentin: Anne Röhrig; Siri Karoline Thornhill (Eurydice), Albrecht Pöhl (Orpheus). Ein Mitschnitt wurde im Radio NDR Kultur ausgestrahlt.[17][18]
- 25. Oktober 2021: Kölner Philharmonie – halbszenisch; Dirigent: René Jacobs.[19]
- 27. November 2021: Musik- und Kulturzentrum Don Bosco in Basel – Ausbildungsprojekt der Schola Cantorum Basiliensis, gekürzte Fassung, konzertant; Dirigent: René Jacobs.[20]
- August 2025: Schlosstheater Drottningholm – szenisch; Dirigent: Francesco Corti, Regie: Elena Barbalich[21]

## Gestaltung
Strukturell entspricht Telemanns Libretto mit seinem Wechsel von Rezitativen und Arien dem damaligen italienischen Standard. Für mehrere Arien – neun italienische und sieben französische – nutzte er vorhandene Texte aus unterschiedlichen fremdsprachigen Libretti, die er an den neuen Kontext anpasste. Eurimedes Arie Augeletti, che cantate (3.3.2) beispielsweise ist dem Libretto von Händels Rinaldo entnommen, der erstmals 1715 in Hamburg gespielt worden war. Aus diesem Verfahren resultiert ein großer Formenreichtum. Neben der dominierenden Da-capo-Arie gibt es zweiteilige Reprisenformen wie im französischen Air und unterschiedliche Mischformen. Insgesamt handelt es sich bei dieser Oper um einen Zwitter von italienischer Opera seria und französischer Tragédie lyrique. Dem damaligen französischen Geschmack entsprechen auch die enthaltenen Tanz- und Instrumentalsätze.

### Musiknummern
Die vom Musikwissenschaftler Peter Huth eingerichtete und ergänzte Fassung der Oper enthält die nachfolgenden Musiknummern. Huth erstellte für einige Secco-Rezitative Accompagnato-Varianten, die er mit dem Kürzel „v“ kennzeichnete. Bei einigen Stücke ergänzte er nichtüberlieferten Notentext, bei anderen fügte er Musik oder Text hinzu. Diese Stücke sind mit einem „e“ bzw. „z“ hinter der Nummer bezeichnet. Die Textanfänge sind der Beilage zur DVD der 20. Magdeburger Telemann-Festtagen 2010 entnommen. Dort fehlende Texte und die deutschen Übersetzungen der italienischen und französischen Arienanfänge entstammen dem Libretto von 1726.
Erster Akt
- 0.1z Ouverture
- 0.2z Menuet
- 1.1.1 Aria (Orasia): „Wie hart ist mir das Schicksal doch?“
- 1.1.2 Recitativo (Orasia, Ismene): „Ismene, schau“
- 1.1.3 Aria (Orasia): „Lieben, und nicht geliebet seyn“
- 1.1.4 Recitativo (Orasia, Ismene): „Bist du nicht Königin“
- 1.1.5 Aria (Orasia): „Sù, mio core, a la vendetta“ („Auf, mein Herz, zur Rache“)
- 1.1.6 Recitativo (Orasia, Ismene): „Noch heute“
- 1.2.1 Aria à 2 (Eurimedes, Orpheus): „Angenehmer Aufenthalt“
- 1.2.2 Choro (Chor der Nymphen): „Angenehmer Aufenthalt“
- 1.2.3 Recitativo (Orasia, Orpheus): „Find ich dir“
- 1.2.4 Aria (Orpheus): „Einsamkeit ist mein Vergnügen“
- 1.2.5 Recitativo (Orasia): „Erwehnst Du“
- [1.2.2 Choro (Chor der Nymphen): „Angenehmer Aufenthalt“]
- 1.3.1 Recitativo (Eurimedes, Orpheus): „Wie bist du betrübt“
- 1.3.2 Aria (Orpheus): „Chi stà in corte“ („Wer bei Hofe lebet“)[A 1]
- 1.3.3 Recitativo (Orpheus): „In dieses Labyrinth“
- 1.4.1 Recitativo (Orpheus): „Ach Eurydice“
- 1.4.2 Aria (Orpheus): „Non ho maggior contento“ („Ich habe kein größeres Vergnügen“)
- 1.4.3 Recitativo (Eurydice): „Wie sehr erfreut es mich“
- 1.4.4 Duetto (Orpheus, Eurydice): „Ohne dich kann ich nicht leben“
- 1.4.5 Recitativo (Eurimedes): „Wie lebhaft wird es hier?“
- 1.5.1 Choro (Chor der Nymphen): „Les plaisirs sont de tous les âges“ („Die Lustbarkeiten sind für jedes Alter“)
- 1.5.2 Recitativo (Eurydice): „Tanzt, Nymphen, tanzt und jauchzt!“[A 1]
- [1.5.1 Chor der Nymphen]
- 1.5.3z Polonoise
- 1.5.4z Niais
- 1.6.1 Recitativo (Cephisa, Eurimedes): „Welch Unfall trägt sich zu?“
- 1.7.1[v] Recitativo [bzw. Accompagnato] (Orpheus, Eurydice): „Ihr Himmel, ach!“
- 1.8.1 Aria (Eurimedes): „A l’incendio d’un occhio“ („Der Glut eines liebreizenden Auges“)
- 1.8.2 Recitativo (Eurimedes, Ismene): „Du bist’s, Ismene [Cephisa]“
- 1.8.3 Aria (Ismene [Cephisa]): „Ich weiß von keiner Liebe nicht“
- 1.8.4 Recitativo (Eurimedes, Ismene): „Ist denn gar nichts“
- 1.8.5 Choro (Chor der Nymphen): „N’aimons que la liberté“ („Lasset uns einzig die Freiheit lieben“)
- 1.9.1 Recitativo (Orpheus): „Wie ist mir“
- 1.9.2 Aria (Orpheo): „Tiranna, spietata Fortuna“ („Du tyrannisches und grausames Geschick“)[A 1]
- 1.9.3 Recitativo (Orpheus): „Drumm komm“
- 1.9.4 Aria (Orpheus): „Ach Tod“
- 1.10.1 Recitativo (Orasia): „So hat die Rache denn gesieget“
- 1.10.2 Arioso (Orasia): „Ach fänd’ ich dich mein Orpheus“
- 1.10.3 Aria (Orasia): „C’est ma plus chère envie“ („Dies ist mein höchstes Verlangen“)
- 1.10.4 Recitativo (Ismene, Orasia): „Wie martest du doch, Königin“
- 1.10.5e Aria (Orasia): „L’amour plait“ („Die Liebe gefällt uns“) (ergänzt ab Takt 9)
- 1.11.1e Recitativo accompagnato (Orpheus, Eurimedes): „Was habt ihr doch, ihr Himmel“
- 1.11.2z Aria (Orpheus)[A 1]

Zweiter Akt
- 2.0z Sinfonia
- 2.1.1e Recitativo accompagnato (Pluto): „Was hör ich?“
- 2.1.2e[v] Aria (Pluto): „Glühende Zangen, Schwert, Feuer und Rad“ (ergänzt, mit Variante)
- 2.1.3 Choro (Chor der Bedienten des Pluto): „Zu den Waffen!“
- 2.1.4 Sinfonia 1
- 2.1.5 Recitativo (Pluto): „Was für ein holder Klang“
- 2.1.6 Sinfonia 2
- 2.1.7 Recitativo (Pluto): „Es scheint sich die Musik“
- [2.1.2e Aria (Pluto)]
- [2.1.3 Chor der Bedienten des Pluto]
- 2.2.1 Recitativo (Ascalax): „Lass dir, Monarch“
- [2.1.4 Sinfonia]
- [2.1.6 Sinfonia]
- 2.3.1 Aria (Orpheus): „Tra speranza“ („Zwischen Hoffnung und Furcht“)
- 2.4.1 Recitativo (Orpheus, Pluto): „Monarch der Unterwelt“
- 2.4.2 Aria (Pluto): „Ruhet, ruhet“
- 2.5.1 Choro (Chor der verdammten Geister): „Heureux mortel“ („Glückseliger Mensch“)
- 2.5.2 Recitativo (ein Geist): „Verzeuch doch noch alhier“[A 1]
- [2.5.1 Chor der verdammten Geister]
- 2.6.1 Recitativo (Ascalax, Orpheus): „Schau, welche Botschaft ich dir bringe“
- 2.6.2 Aria (Eurydice): „Mit dir mich zu ergetzen, ist einzig meine Lust“
- 2.6.3 Recitativo (Ascalax, Orpheus): „Folgt diesem Wege nur!“
- 2.6.4 Choro (Chor der verdammten Geister): „Du hast das Schicksal selbst besieget“
- 2.6.5 Recitativo (Ascalax): „Geht, verdammte Geister“
- 2.6.6 Aria (Ascalax): „Was hilft’s, von kurzer Freude sagen“
- 2.7.1[v] Recitativo [accompagnato] (Orpheus, Eurydice): „Gleich werden wir, mein Schatz“ (mit Variante)
- 2.8.1[v] Recitativo [accompagnato] (Orpheus): „Ihr Götter, ach!“ (mit Variante)
- 2.8.1 Aria (Orpheus): „Vezzosi lumi“ („Um euch, ihr holden Augen“)[A 1]
- 2.9.1 Recitativo (Morpheus und Bediente des Pluto): „Verstattet doch“
- 2.9.2z Furies

Dritter Akt
- 3.1.1 Recitativo (Orasia): „Nun wird mein Orpheus“
- 3.1.2 Aria (Orasia): „Furcht und Hoffnung, Hass und Liebe“
- 3.1.3 Recitativo (Orasia, Ismene): „Mein Hass“
- 3.1.4 Aria (Ismene): „Bitter und süss“
- 3.2.1 Recitativo (Orasia, Orpheus): „Kommst du, mein Orpheus“
- 3.2.2 Aria (Orasia): „Vieni, o sdegno“ („Komm Rache“)
- 3.3.1 Recitativo (Eurimedes): „Ist hier Cephisa nicht?“[A 1]
- 3.3.2 Aria (Eurimedes): „Augeletti, che cantate“ („Ihr Vögelchen, die ihr singet“)
- 3.3.3 Recitativo (Eurimedes, Orpheus): „Wie freu ich mich, mein Freund“
- 3.3.4 Aria (Eurimedes): „Wanket, ihr leichten und flüchtigen Sinne“[A 1]
- 3.4.1 Recitativo accompagnato (Orpheus): „Hier sitz’ ich in der Einsamkeit“
- 3.4.2 Recitativo (Orpheus): „Verhasster Zeitvertreib“
- 3.4.3 Aria (Orpheus): „Fließt, ihr Zeugen meiner Schmerzen!“
- 3.4.4 Recitativo [accompagnato] (Orpheus): „Nun, alle Hoffnung ist vorbei“ (mit Variante)
- 3.4.5z Sinfonia[A 1]
- 3.5.1 Recitativo (Orasia): „Weißt du, Ismene“
- 3.5.2 Aria (Orasia, Chor ihres Gefolges): „Waffne dich, mein Geist, mit Rache“[A 1]
- 3.6.1 Recitativo (Eurimedes): „Wie pflegt nicht oft die Leidenschaft“[A 1]
- 3.7.1 Aria (Orasia oder Priesterin): „Esprits de haine et de rage“ („Ihr Plage-Geister“)[A 2]
- 3.7.2 Choro (Chor der Weiber): „Esprits de haine et de rage“
- 3.7.3 Recitativo (Orasia, Ismene): „Geht, sucht den Lästrer auf“
- 3.7.4 Arioso (Chor der Weiber): „Evohe! wir wollen siegen“[A 1]
- 3.7.5 Recitativo (Priesterin, Orasia): „In welcher Höhle mag er stecken“[A 1]
- 3.7.6 Choro (Chor der Weiber): „Evohe, evohe“
- 3.7.7 Recitativo (Priesterin): „Geht nun! zerreißet ihn“[A 1]
- 3.8.1[v] Recitativo [accompagnato] (Orasia): „So ist nun Orpheus tot!“ (mit hinzugefügtem Arioso)
- 3.8.2 Aria (Orasia): „Helas, quels soupirs me rèpondent“ („Ach was für Seufzer antworten mir“)
- 3.8.3[v] Recitativo [accompagnato] (Orasia): „Ihr Himmel, ach! Was nun für Rat?“ (mit Variante)
- 3.8.3z Sinfonia
- 3.8.4 Schluss-Aria (Chor des Gefolges): „Ach lebe, Königin“

## Aufnahmen
- Oktober 1996 – René Jacobs (Dirigent), Akademie für Alte Musik Berlin, RIAS Kammerchor.
 Roman Trekel (Orpheus), Ruth Ziesak (Eurydice), Dorothea Röschmann (Orasia), María Cristina Kiehr (Ismene), Isabelle Poulenard (Cephisa/Priesterin), Werner Güra (Eurimedes), Hanno Müller-Brachmann (Pluto), Axel Köhler (Ascalax).
 Harmonia Mundi HMX2901618/9 (2 CDs).[26]
- 8.–12. August 2010 – Michi Gaigg (Dirigent), L’Orfeo Barockorchester.
 Markus Volpert (Orpheus), Ulrike Hofbauer (Eurydice), Dorothee Mields (Orasia), Barbara Kraus (Ismene), Marelize Gerber (Cephisa), Christian Zenker (Eurimedes), Reinhard Mayr (Pluto), Julie Comparini (Ascalax).
 Deutsche harmonia mundi 886978059727 (2 CDs).[27]
- 13. März 2010 – David Stern (Dirigent), Opera Fuoco, Mitglieder des Opernchores des Theaters Magdeburg.
 Pierrick Boisseau (Orpheus), Dana Marbach (Eurydice), Luanda Siqueira (Orasia), Caroline Meng (Ismene), Clémentine Margaine (Cephisa/Ascalax), Peter Diebschlag (Eurimedes), Bartolo Musil (Pluto).
 Video-Mitschnitt der Premiere; von den 20. Magdeburger Telemann-Festtagen 2010; Fassung von Peter Huth.
 Nichtkommerzielle DVD des Arbeitskreises „Georg Philipp Telemann“ Magdeburg e. V.[25][28]

## Digitalisate
- Libretto, Hamburg 1723. Digitalisat der Staatsbibliothek zu Berlin
- Die Rachbegierige Liebe, Oder Orasia, Verwittwete Königin in Thracien. Libretto, Hamburg 1736. Digitalisat der Staats- und Universitätsbibliothek Hamburg
- Orphée. Libretto der französischen Vorlage von Michel Du Boullay und Louis Lully. Digitalisat bei Gallica